# Královský solivar v Arc-et-Senans
Královský solivar v Arc-et-Senans je klasicistní komplex solivaru z konce 18. století ve vesnici Arc-et-Senans nedaleko francouzského Besançonu. Byl zamýšlen jako uzavřený areál, z něhož dělníci nesměli běžně odcházet, aby se zamezilo krádežím, a proto vedle budov manufaktury na výrobu soli obsahuje také obytné jednotky. Byl vystavěn na polokruhovém půdorysu na základě návrhu architekta Claude-Nicolasa Ledouxe. Stavba započala v roce 1775 a byla dokončena roku 1779. 
V současné době slouží celý areál jako muzeum a je hojně navštěvovaným turistickým místem. Roku 1982 byl zapsán na Seznam světového dědictví UNESCO. 